# 红楼梦 (1987年电视剧)
《红楼梦》是中国电视剧制作中心根据同名小说改编拍摄的电视剧，1984年9月开始拍摄，1987年在中国中央电视台全国首播。该剧根据红学家周汝昌等人的意见，没有按照清代以来通行的程高本后四十回的情节拍摄，对结尾部分作了重大改动。
该剧由多位文艺界泰斗如启功、沈从文、王昆仑等人担任顾问，于中国大陆各地遴选演员，仅林黛玉一个角色就有三万余人参选，并专门花时间对演员进行培训。其制作极为严谨，仅为不到一分钟的抚琴镜头就专门为演员聘请古琴老师进行教学。且专门建造荣国府、北京大观园作为拍摄基地，并在黄山、长江、苏州园林等名胜古迹处取景。该剧的拍摄集中了当时大陆电视业界和红学界的诸多力量，在大陆电视剧史上留下了浓重的一笔。
本剧播出后即红极一时，并多次重播，成为经典剧集。剧中的《枉凝眉》、《葬花吟》等歌曲也广为传唱。

## 拍摄过程
- 1979年，导演王扶林提议将古典名著《红楼梦》以电视剧的形式搬上荧幕，此想法得到了中央电视台和红学界的支持。
- 1981年11月，中央电视台召开了关于《红楼梦》拍摄成电视剧的专题会议，专门研究改编问题。
- 1983年2月筹备组成立，5月编剧组成立，8月剧组顾问委员会成立，《红楼梦》电视剧拍摄进入实质性阶段。12月，剧本初稿正式确定。
- 与此同时，剧组采取海选形式在全国各地选拔演员，引起热烈反响，一百多个演员席位争夺的异常激烈。
- 1984年春夏期间，剧组在北京圆明园举办了两期红楼梦剧组演员学习班，主要学习内容为研究原著，分析角色，亦学习琴棋书画，增强艺术修养。通过学习，才慢慢确定了最终的演员人选。同时，剧组为了拍摄的需要，按照原著的描述，在北京市宣武区建立了大观园，即现在的北京大观园；出于北京用地紧张的考虑，剧组另外在河北正定县建造了宁国府、荣国府和宁荣街等景址，如今都成为旅游风景区。同年2月9日，开始试拍。
- 1984年9月10日，本剧在安徽黄山正式开机，录下了第一组镜头，1987年上半年完成拍摄，总投资为680万人民币[1]。整个拍摄过程历时三年之久，剧组先后走遍全国10个省市的41个地区的219个景点，拍摄镜头近万个。[2]
- 总制片人任大惠透露，本剧片酬最高的是他和导演王扶林，每集70元人民币。欧阳奋强、陈晓旭、张莉、邓婕四位主演为每集60元人民币，其他演员则分别是每集50元、40元、30元、20元不等。[3]

### 外景地
- 剧中片头在安徽黄山飞来石。
- 甄士隐家宅、葫芦庙、十里街、闹元宵的外景在苏州小镇角、甪直镇保圣寺（剧中的葫芦庙）、网师园。
- 贾雨村巧遇冷子兴这一段在四川省青城山上山路的一个茅亭取景。
- 林黛玉别父进京中，黛玉北上渡船一景在安徽黄山北面的太平湖。
- 林黛玉初进贾府的外景在河北省正定县的宁荣街、荣国府。
- 宝黛钗初会荣庆堂、刘姥姥一进荣国府、庆寿辰宁府排家宴、王熙凤协理宁国府的外景在正定县荣国府。
- 宝玉和宝钗奇缘识金锁、宝玉和宝钗最后成亲的外景在上海大观园的梨香院。
- 王熙凤、尤氏、秦可卿斗牌的房间和鸳鸯抗婚中与平儿、袭人对话在上海大观园怡红院、潇湘馆周围。
- 秦可卿灵堂在上海大观园，“道土念经”、“按七作法事”外景在北京市白云观。
- 宝黛共读西厢的外景在杭州西湖曲院风荷小亭。
- 大观园试方题对额这一段在北京大观园、上海大观园交替取景。
- 荣国府归省庆元宵在北京西山摄影棚（贾母上房）、上海大观园（元妃体仁沐德）、扬州瘦西湖（元妃登舟幸园）、北京白云观（大观楼开宴）、正定县荣国府（元妃进府）。
- 贾芸、小红、坠儿三人剧情在苏州著名景点艺圃拍摄。
- 张道士与贾府众人“享福人福深还祷福”的外景在四川成都灌县二王庙。
- 芦雪亭联诗“琉璃世界白雪红梅”的外景在苏州木渎镇的一个小山村梅花林中。
- 黛玉葬花在苏州木渎镇，黛玉拾花在苏州耦园。
- 滴翠亭杨妃戏彩蝶这一段，其中「滴翠亭」在海盐县的景点绮园中，而薛宝钗追蝶则在杭州西山公园芍药亭取景。
- 栊翠庵茶品梅花雪的外景在江苏省无锡市的寄畅园。
- 宝玉挨打、上学堂的外景在扬州市何园。
- 柳叶清边镇葱叱燕、尤三姐自刎的外景在扬州市瘦西湖柳堤。
- 判冤决狱平儿行权、司棋大闹大观园、鸳鸯撞见司棋偷情的外景在四川省崇州市罨画池。
- 贾母赏元宵、碧波楼酒店、都察院大堂的外景在上海大观园。
- 贾二舍偷娶尤二姨中“花枝巷”在宁荣街，尤二姐的外宅在上海大观园。
- 赖大家花园宴客的外景在四川省眉山市三苏祠。
- 探春理家、赵姨娘闹事的外景在扬州市的瘦西湖吹台湖岸、小白塔桥头、瘦西湖小金山、徐园、何园。
- 敏探春兴利除弊在杭州西湖阮公墩取景。
- 泄机关颦儿迷本性的外景在扬州市大明寺的平山堂，其中紫鹃寻找黛玉则在北京大观园。
- 憨湘云醉眠芍药茵的外景在杭州西山公园芍药圃。
- 寿怡红群芳开夜宴的外景在杭州西岸印社。
- 香菱“斗草”的外景在杭州植物园水池边。
- 探春远嫁的外景在山东蓬莱市。
- 林黛玉、贾宝玉树下定情的外景在上海大观园。
- 薛文龙悔娶河东狮的外景在扬州小金山。
- 刘姥姥从妓院赎出巧姐的外景在扬州瘦西湖凫庄。
- 白茫茫厚地高天中“瓜洲古渡”、贾芸遇倪二的外景在镇江市焦山寺附近，宝玉和湘云相遇则是在扬州取景。
- 凤姐之死的外景地和全剧最后的雪景在黑龙江省。

## 剧本
本剧剧本由刘耕路、周雷、周岭三位编剧根据红学家周汝昌的意见进行编写。由于通行程高本后40回作者争议极大，部分人认为仍是曹雪芹著高鹗整理，部分人认为是高鹗自续，部分人认为是无名氏续高鹗整理，而本剧重要顾问周汝昌认为《红楼梦》总共应该只有108回，因此，本剧的总体原则为“忠于原著”（指被学界普遍认定为曹雪芹所著的前八十回），而对80回以后的情节，则采取“重视续作”的原则，通行的程高本后40回中他们认为凡与前80回相契合处就采用，而他们认为与前80回相悖谬处则被摒弃。他们自称其改写主要是根据前八十回的伏线，根据脂砚斋的提示，参考通行的程高本后40回和红学家多年来的研究成果，采用电视剧本的形式合理构想80回以后的故事。不过限于20世纪80年代电视剧拍摄的局限，原著中的不少内容被略过，比如“贾宝玉梦游太虚境”等都没有在电视剧上反映出来。
剧本于1983年3月6日起稿，当年底完成初稿，1984年3月完成二稿，直到1986年1月才最终定稿，历时两年零二个月。在此期间，周汝昌、吴世昌、朱家溍、杨乃济、阮若琳、王立平、戴临风、导演王扶林等人都提出了许多建议和意见。全剧本最终由周岭统一修改并定稿。
| 目录              | 作者   | 目录                | 作者   |
| 片头              |        | 第十五集 探春理家   | 周雷   |
| 序集              | 刘耕路 | 第十六集 怡红夜宴   | 周雷   |
| 第一集 黛玉进府   | 刘耕路 | 第十四集 晴雯补裘   | 周雷   |
| 第二集 金玉初识   | 刘耕路 | 第十七集 三姐饮剑   | 周雷   |
| 第三集 淫丧天香楼 | 周岭   | 第十八集 二姐吞金   | 周雷   |
| 第四集 协理宁国府 | 刘耕路 | 第十九集 抄检大观园 | 周雷   |
| 第五集 元妃省亲   | 刘耕路 | 第二十集 宝玉探晴雯 | 刘耕路 |
| 第六集 宝玉参禅   | 刘耕路 | 第二十一集 诸芳流散 | 周岭   |
| 第七集 姑嫂染恙   | 刘耕路 | 第二十二集 误窃通灵 | 周岭   |
| 第八集 黛玉葬花   | 刘耕路 | 第二十三集 探春远嫁 | 周岭   |
| 第九集 宝玉受笞   | 刘耕路 | 第二十四集 黛玉之死 | 周岭   |
| 第十集 二进荣国府 | 刘耕路 | 第二十五集 贾府抄没 | 周岭   |
| 第十一集 凤姐泼醋 | 刘耕路 | 第二十六集 狱庙相逢 | 周岭   |
| 第十二集 鸳鸯抗婚 | 周雷   | 第二十七集 悬崖撒手 | 周岭   |
| 第十三集 踏雪寻梅 | 周雷   |                     |        |

## 分集列表
| - 第一集 林黛玉别父进京都 - 第二集 宝黛钗初会荣庆堂 - 第三集 刘姥姥一进荣国府 - 第四集 探宝钗黛玉半含酸 - 第五集 王熙凤毒设相思局 - 第六集 王熙凤协理宁国府 - 第七集 大观园试才题对额 - 第八集 荣国府归省庆元宵 - 第九集 意绵绵静日玉生香 - 第十集 听曲文宝玉悟禅机 - 第十一集 为争宠姐弟遭魔魇 - 第十二集 埋香冢飞燕泣残红 | - 第十三集 享福人福深还祷福 - 第十四集 含耻辱情烈死金钏 - 第十五集 弄唇舌宝玉遭笞挞 - 第十六集 刘姥姥嬉游大观园 - 第十七集 变生不测凤姐泼醋 - 第十八集 鸳鸯女誓绝鸳鸯偶 - 第十九集 琉璃世界白雪红梅 - 第二十集 勇晴雯病补雀金裘 - 第二十一集 荣国府元宵开夜宴 - 第二十二集 判冤决狱平儿行权 - 第二十三集 慧紫鹃情辞试忙玉 - 第二十四集 寿怡红群芳开夜宴 | - 第二十五集 贾二舍偷娶尤二姨 - 第二十六集 酸凤姐大闹宁国府 - 第二十七集 嫌隙人有心生嫌隙 - 第二十八集 开夜宴异兆发悲音 - 第二十九集 痴公子杜撰芙蓉诔 - 第三十集 大观园诸芳流散 - 第三十一集 家宅乱误窃通灵 - 第三十二集 伤离别探春远嫁 - 第三十三集 惊噩耗黛玉魂归 - 第三十四集 强英雄凤姐知命 - 第三十五集 大厦倾公府末路 - 第三十六集 白茫茫厚地高天 |

## 红楼梦顾问

### 主任委员
- 王昆仑（1902-1985），著名的红学家，时为中国国民党革命委员会中央主席、政协全国委员会副主席。

### 副主任委员
- 王朝闻（1909-2004），美学家、文艺评论家、雕塑家。《红楼梦》研究方面有《论凤姐》一书行世。

### 顾问
- 朱家溍（1914-2003），文物专家、明清史及戏曲研究专家，九三学社文教委员会委员。
- 成荫（1917-1984），编剧、导演。时为北京电影学院院长。
- 林辰夫（1924-2006），编剧。首任中国视协电视剧戏曲艺术研究委员会会长。
- 阮若琳（1929-2010），时为中央电视台副台长、电视剧制作中心主任。首任中国视协儿童电视艺术研究会会长。
- 沈从文（1902-1988），著名现代作家、历史文物研究家。作品有《边城》、《中国服饰史》等。红楼梦服饰考证，多出其手。
- 启功（1912-2005），书画家、文物鉴定家、九三学社中央顾问。
- 吴世昌（1908-1986），文学史研究家、《红楼梦》研究家。
- 吴冷西（1919-2002），时为广播电视部部长、党组书记。
- 周扬（1908-1989），文艺理论家、文学翻译家、文艺活动家。中科院院士。时任中国文联主席、党组书记，中国作协副主席，中共中央宣传部副部长。
- 周汝昌（1918-2012），著名红学家、书法家。
- 杨乃济（1934-），著名旅游学家、北京大觀園的設計者。
- 杨宪益（1914-2009），著名翻译家。曾与夫人戴乃迭（英国人）合作翻译中国古典小说全本《红楼梦》，由于译文准确生动，在国外获得好评，并有广泛影响。
- 赵寻（1920-2010），戏剧评论家。
- 钟惦棐（1919-1987），影视评论家、小说家阿城之父。
- 曹禺（1910-1996），中国当代著名剧作家，《雷雨》、《日出》作者。
- 蒋和森（1928-1996），红学家。
- 戴临风（1920-2009），红楼梦监制、时为中央电视台副台长。

## 演员表

宝黛共读西厢

1987版电视剧《红楼梦》演员角色151人、演员154人（其中3人与他人共饰一角）。截止2024年，已有10人去世：贾母扮演者李婷（1921年-1994年）、贾瑞扮演者马广儒（1962年-1995年）、林黛玉扮演者陈晓旭（1965年-2007年）、林如海扮演者鄭乾龍（1943—2007）、小板儿扮演者李玥（1979-2008）、封氏扮演者陳祖榮（1942-2009）、焦大扮演者孔芮（1923-2014）、趙嬤嬤扮演者金雅琴（1925-2016）、贾赦扮演者李颉（1925-2016）、倪二扮演者马增寿（1940-2017）、鸳鸯扮演者郑铮（1963-2024）。

### 宝玉与金陵十二钗
- 賈寶玉 - 欧阳奋强飾（配音瞿　佳）
- 林黛玉 - 陈晓旭飾（配音张海玲）
- 薛宝钗 - 张　莉飾（配音张慧君）
- 贾元春 - 成　梅飾（配音黄璐璐）
- 贾探春 - 东方闻樱飾（配音刘柏宏）
- 史湘云 - 郭霄珍飾（配音张卫宁）
- 妙　玉 - 姬培杰飾（配音于晓林）
- 贾迎春 - 金莉莉、牟　一飾（配音张　京）
- 贾惜春 - 胡泽红飾
- 王熙凤 - 邓　婕飾（配音李　真、陈阿喜）
- 贾巧姐 - 李　端、王　暄飾
- 李　紈 - 孙梦泉飾（配音李星珠）
- 秦可卿 - 张　蕾、夏丽蓉飾（配音柳　青）

### 榮國府眾人
| - 贾 母——李 婷（全剧表演教师、配音吕 中） - 贾 政——马加奇（全剧副导演、配音周 正） - 王夫人——周贤珍（配音李 林） - 赵姨娘——戰爱霞、苏秋冬（配音杨 青） - 贾 赦——李 颉（全剧表演教师、原声） - 邢夫人——夏明辉（配音许复召） - 邢岫烟——李 伊 - 贾 琏——高宏亮（配音齐 杰） - 贾 环——王 蔚 - 賈 蘭——房 方 - 贾 芸——吴晓东（场记共4集、配音王 焰） - 袭 人——袁 玫（配音刘纯燕） - 晴 雯——张静林（配音王雪纯） - 麝 月——韩流流 - 秋 纹——柏淑青 - 小 紅——劉繼紅 - 四 儿——夏 芸 - 平 儿——沈 琳（配音罗 莉） - 茗 烟——李 楠 - 赖 大——程增魁 - 赖嬷嬷——梁寿萱 - 林之孝——郭 华 - 林之孝家的——马桂英（服装共31集） - 旺 儿——苏建宇 - 旺儿媳妇——白雨玲（道具共3集、配音徐文燕） - 鸳 鸯——郑 铮（原声） - 鸳鸯嫂——胡嘱远 - 鸳鸯兄（金文翔）——杨来友 - 司 棋——谷 童（原声） - 司棋母——张 力 - 侍 书——张 萌 | - 入 画——方 芳 - 瑞 珠——卓金燕 - 傻大姐——张海燕 - 春 燕——齐 红 - 何婆子（春燕娘）——郑利峰 - 琥 珀——张 延 - 四 儿——周 芸 - 多姑娘——田韶春（全剧剪辑） - 芳 官——孔繁洁 - 龄 官——程 荣 - 丰 儿——何 莉 - 五 儿——钮晓晴 - 兴 儿——孙 琦 - 雪 雁——马明妹 - 金 钏——张迎玖 - 玉 钏——于 潔 - 赵嬷嬷——金雅琴 - 秋 桐——沈 璐 - 王善保家的——金淑媛（原声） - 周 瑞——鲍来福（服装共1集） - 周瑞家的——孙彩虹（原声） - 柱儿媳妇——李爱华（道具共4集） - 坠 儿——颜 燕 - 坠儿妈——刘 兰 - 紫 鹃——徐丽霞（配音徐 乐） - 彩 雲——李 曼（場記共9集） - 绣 橘——戴 樱 - 莺 儿——刘玲玲 - 蓮花兒——張 爽 |

### 寧國府眾人
| - 贾 珍——李志新（原声） - 贾 蓉——杨俊勇（配音张云明） - 贾 蔷——罗立平（剧务共20集） - 贾 芹——马 强 - 贾 敬——韩 准（制片主任1集、配音张 伟） - 贾 瑞——马广儒（配音李 扬） - 贾代儒——冼 繁 - 贾代儒夫人——杨玉玲 | - 尤 氏——王贵娥（配音李蕴杰） - 尤二姐——张明明（配音黄璐璐） - 尤三姐——周 月 - 尤姥娘——金文英 - 赖 升——徐 奇（剧务共9集、原声） - 赖升家的——杜青文 - 焦 大——孔 芮（配音袁振平） - 蓉儿媳妇——白春香 |

### 薛家
| - 薛 蟠——陈洪海（配音宋 聪） - 薛姨妈——李凤英（配音李晓兰） - 夏金桂——杨小杨 - 薛 蝌——刘 豪 | - 薛宝琴——王 羊 - 香 菱——陈剑月、史 可（幼年） - 宝 蟾——阎 青 - 薛家族人——田中禾 |

### 其他
| - 贾雨村——刘宗佑（原声） - 冷子興——梁 言（旧版出场） - 甄士隐——王忠信（原声） - 林如海——郑乾龙 - 刘姥姥——沙玉华（配音黎 频） - 板 儿——李文辉、李 玥（幼年） - 宝 珠——王小杰 - 北静王——侯长荣 - 鸨 母——金文英 - 鲍二家的——赵 红 - 跛足道人——王 辉（配音韩廷琦） - 癞头和尚——王小东 - 卜世仁——杨振武（剧务共6集） - 董婆子——张淑芝 - 封 氏——陈祖荣 - 冯家仆人——张志斌 - 冯紫英——黄 实 - 袭人兄（花自芳）——耿首春 - 袭人母——牛凤珍 - 霍 启——王进忠 - 蒋玉菡——侯 华 - 娇 杏——张丽琳 - 静 虚——白惠雯（配音麻淑云） - 老 三（牢头）——王 勇 - 李嬷嬷——崔红梅 - 柳嫂子——陈 力（全剧独唱） - 柳湘莲——侯长荣 | - 马道婆——李 倍 - 门 子（小沙弥）——洪丹强 - 南安太妃——孙桂珍（全剧副导演、原声） - 倪 二——马增寿 - 女先令——李小惠 - 潘又安——李雅东 - 钱大人——任大惠（全剧制片主任） - 秦 钟——师玉娟（旧版出场） - 善 姐——孙雪梅 - 翠 縷——高 力 - 单聘仁——金仲舜 - 瘦 子（人贩）——赵玉秀 - 司 礼——马 强（美术设计共33集） - 宋嬷嬷——叶枝荣 - 太 医——崔占元 - 王短腿——曹宝棠 - 王嬷嬷——段意平（剧务共2集） - 王一貼——潘 虹 - 卫若兰——蔡长旭 - 乌进孝——周 洲 - 夏婆子——乔 英 - 小 鸠——曹 笛 - 银 蝶——孙丹宏 - 詹 光——陈信诚 - 张道士——谢凌霄（配音韩廷琦） - 张 华——康少祥（剧务共20集） - 张如圭——徐尚宾 - 鮑來福——周 瑞 |

### 相關軼事
本剧演员的大海选是一次真正意义上面对民间的选拔，其中有戏曲演员、干事、接线员、售货员、皮鞋厂工人、中学生等。持续三年的剧组工作、生活，让这一批演员深深地被《红楼梦》所影响——妙玉扮演者姬培杰改名姬玉，晴雯扮演者张静林改名安雯。鸳鸯扮演者郑铮则说：“鸳鸯对我的影响是绝对的，影响了至少十年”。
虽说本剧的热播让许多原本是普通人的新演员有了一个较高的起点，但除了邓婕、袁玫、阎青、金莉莉等少数演员，多数人在后来的演艺道路上表现平平，或不甚成功。一是角色被定型的原因，如陈晓旭、欧阳奋强虽然表演很成功，但都难以摆脱剧中角色的影子，之后一个下海经商，一个转行做导演；二是导演王扶林带有浓厚理想主义的选才方式，为了追求演员扮相高度契合原著小说，多数演员的外表宜古不宜今，此后的戏路受到很大制约。
拍完《红楼梦》后出国的有：薛宝钗扮演者张莉、贾元春扮演者成梅、秦可卿扮演者张蕾、尤二姐扮演者張明明、紫鹃扮演者徐丽霞、娇杏扮演者张丽玲等。
转行经商的有：林黛玉扮演者陈晓旭、贾迎春扮演者牟一、贾惜春扮演者胡泽红、薛蟠扮演者陈洪海等。
继续留在演艺圈的有：贾宝玉扮演者欧阳奋强、贾迎春扮演者金莉莉、贾探春扮演者东方闻樱、王熙凤扮演者邓婕、贾琏扮演者高宏亮、平儿扮演者沈琳、袭人扮演者袁玫、晴雯扮演者张静林、香菱扮演者陈剑月、鸳鸯扮演者郑铮、妙玉扮演者姬培杰、贾蓉扮演奢杨俊勇、贾蔷扮演者罗立平、贾芸扮演者吴晓东、尤三姐扮演者周月、柳湘莲扮演者侯长荣、秋桐扮演者沈璐、宝蟾扮演者阎青等。
返乡回到地方剧团的有：史湘云扮演者郭霄珍、小红扮演者刘继红等。
林黛玉扮演者陈晓旭和贾瑞扮演者马广儒的人生境遇则真有些印证了人生如戏，尤其是后者，出演贾宝玉未成，入戏太深，之后在现实生活中也是异常坎坷，角色落选、爱情失意、父亲去世。1995年，年仅32岁的马广儒酗酒而死，只留下一部《红楼梦》和一支洞箫。而王熙凤的有力候选樂韻为了香港演员羅烈而辞演，后因感情不顺，在香港跳楼自杀，年仅29岁。
对于这些，郑铮有感：“对好多人来说，那红楼老在心口上，太疼了”。

## 职员表
参演职员共163人，其中参加演出和配音的共21人。 標註「已故」为2010年统计
- 编剧：刘耕路、周雷、周岭
- 监制：戴临风
- 副监制：胡文彬
- 总制片人：任大惠
- 制片人：王扶林
- 民俗指导：邓云乡
- 表演教师：李颉、李婷
- 导演：王扶林
- 副导演：马加奇、孙桂珍
- 导演助理：顾凤莉、潘欣欣
- 总摄像：李耀宗
- 摄像：李云军、赵建军、周志泉
- 摄像助理：霍康力、宋亮、许富强、祖克勤
- 美术监制：刘宝俊
- 美术设计：风雷、郭大有、刘宝俊、马强、马月芳（已故）
- 美术助理：白波、陈欣、鄂建林、龚巍、桂笑莽、韩春启、洪彦松、李瑞泉、刘震州、史建全、孙宝池、王洪跃、严世善、杨柱、余传生、周一莎
- 总剪辑：付正义
- 剪辑：江兆建、田韶春
- 录象：范青、何新河、梁福泰、梁平基、王凤兰、肖月桂、徐国庆、张平
- 服装设计：史延芹
- 服装：鲍来福、蒋金锐、林立鸾、吕自敏、马桂英、戚杰、沈为、孙美玲、王小芬、殷新英、张宏义、张伟燕
- 化妆设计：王希钟、颜碧君、杨树云
- 化妆：蔡玉莲、杜曼芹、胡焰、兰岚、乐月娟、励敏、梁青梅、刘芳、刘丽慧、马延芹、欧阳新霞、任一功、杨丹丹、郑希琳
- 灯光设计：高金卓、李荣惠、张海山
- 灯光：高秋林、蒋跃林、唐四清、田广志、田士合、辛向阳、张苏、赵志强
- 道具：勋身、白雨玲、边英凯（已故）、高伯龙、郭华生、洪吉坤、焦美琪、李爱华、励珊、刘伯元、刘启新、刘勇、满四纪、任辨、尚克元、王殿印、王桂芳、徐奎俊、许静、尤万禄、郑连彬
- 装置：霍洪斌、刘梦雄、张廷贵
- 场记：车莉、李曼、邱佩宁、吴晓东、吴燕妮
- 片頭題字：沈尹默
- 字幕題寫：李純博
- 旁白：張家聲
- 作曲：王立平
- 音乐编辑：郭融融
- 指挥：赵宝昌
- 独唱：陈力
- 录音：孟健
- 音乐录音：胡小伟、吴承本
- 剧务主任：王慧春
- 剧务：段意平、侯时英、康少祥、李军如、刘加平、刘兴斌、柳甬华、罗立平、马英、宋丽云、王东风、徐奇、杨振武、叶振发、翟保勋、张宝珍、周振清、宗一召
- 制片主任：蔡世富、韩淮、任大惠、郑燕昌
- 配音导演：吴珊
- 配音录音：刘红、张伟
- 配音拟音：桂斌
- 配音合成：孟健
- 配音技术指导：王跃、竺聆
- 配音剧务：关秉宏

## 音乐
《红楼梦》的音乐是由著名词曲作家王立平创作而成。1984年，王立平向《红楼梦》剧组自荐获准，此后历时四年，耗尽心力完成了《序曲》、《引子》、《枉凝眉》、《葬花吟》、《紫菱洲歌》、《红豆曲》、《秋窗风雨夕》、《晴雯歌》、《聪明累》、《分骨肉》、《叹香菱》、《题帕三绝》、《好了歌》13首歌曲，其中仅一首《葬花吟》就费时一年零九个月，用他自己的话形容“这是我投入感情最多、面临压力最大、遇到困难最多的一次创作”。
《序曲》以古筝开篇，用一段幽怨、婉转的女声独唱，表达了一段催人泪下的嗟叹情感，其后用弦乐的变调引出《红楼梦》的主旋律；《引子》则秉承《序曲》的基调，给人以广阔的遐想空间，演绎了金陵十二钗无可奈何的伤感；《枉凝眉》是最广为流传的一首，曲调缠绵动人，主题正是宝黛悲剧爱情。
歌曲的女声原唱者是陈力，男声原唱者是王洁实和叶茅。陈力原是一名普通的女工歌手，因其嗓音符合王立平对音乐的期待，故被选中。当时的陈力因丈夫意外过世，将自己的经历、情感完全注入歌声之中，唱出了沧桑凄感、动人魂魄的天籁悲音。另，陈力在剧中客串了后厨“柳嫂子”一角，表现出色。

## 其它
导演王扶林在谈及拍摄本剧的原因是20世纪80年代一份调查报告给他的触动，该报告显示国内某名牌大学的中文系学生，竟然没看过一部中国的四大名著，这令他非常吃惊，从而萌发利用电视剧这一传媒形式让更多的年轻人了解中国传统文化。

### 荣誉
| 获奖与提名             | 获奖与提名        | 获奖与提名 | 获奖与提名 |
| 评奖名称               | 奖项              | 获得者     | 结果       |
| ---------------------- | ----------------- | ---------- | ---------- |
| 第五届中国电视金鹰奖   | 优秀连续剧        |            | 獲獎       |
| 第五届中国电视金鹰奖   | 最佳女配角        | 邓婕       | 獲獎       |
| 第七届中国电视剧飞天奖 | 优秀连续剧-特等奖 |            | 獲獎       |
| 第七届中国电视剧飞天奖 | 最佳女配角        | 邓婕       | 獲獎       |

### 聚会
2003年12月6日，CCTV-3《艺术人生》节目组录制《艺术人生—红楼梦再聚首》，导演王扶林、编剧周岭、制片人戴临风、主演欧阳奋强、陈晓旭、邓婕、东方闻樱、其余演员、幕后工作人员等共计70多位嘉宾到场回顾了本版电视剧拍摄前后的种种故事。在该节目上，一度消失很久的薛宝钗饰演者张莉和歌手陈力重新回到大众视野。另外，由于节目录制人员的保密工作，嘉宾在节目前并不知晓其他人的到来，故在节目现场制造了不少惊喜。该节目于2004年1月9日在CCTV-3首次播出。
12月7日，在节目录制完毕后的第二天，众人又重游当年拍摄场景地大观园，大家皆感慨万分，回忆二十年前拍摄工作、生活中的一系列故事。
2007年6月1日，纪念林黛玉饰演者陈晓旭（当年5月13日逝世）的追思会在北京大观园举行，欧阳奋强、周岭、邓婕、张莉、吴晓东、沙玉华等剧组主创人员到场哀悼。
2012年9月26日、10月10日，北京電視台播出《影視風雲路》紅樓夢劇組再聚首。
2012年12月2日，北京卫视《大戲看北京》播出《紅樓夢》紅樓憶夢 情未了。
2012年12月30日、2013年1月6日，CCTV-4播出《中國文藝》紅樓不了情。
2017年3月15日、22日，天津衛視播出《群英會》紅樓夢中人。
2017年6月17日，由歐陽奮強策畫的《1987，我們的紅樓夢音樂會》，在人民大會堂舉行，或闊別多年、或移居海外的百餘位演員皆蒞臨到場。
2017年7月23日、30日，CCTV-8播出《劇說很好看》紅樓夢劇組。
2017年9月3日，石家莊市正定縣召開首屆旅游產業發展大會，並舉辦87版电视剧《红楼梦》主題音樂會。
2017年9月9日、16日，CCTV播出《中國文藝》向經典致敬：1987版電視劇《紅樓夢》。

## 评价
本剧在1987年刚刚播出时，就受到观众极大的欢迎，但也引起不小争议。1987年6月20日至6月24日相关部门在北京举行电视剧《红楼梦》学术研讨会，与会的专业人士对此剧既有肯定也有批评，认为改编成电视剧是一次可贵的尝试，但仍有不少不足之处。尽管如此，该剧依旧红遍全国，后续重播不断，成为大陆影视剧经典剧作之一。据电视剧发行商北京华录百纳有限公司的统计，本版《红楼梦》到2010年已重播1000余次。剧中多名角色（如陈晓旭扮演的林黛玉、邓婕扮演的王熙凤、欧阳奋强扮演的贾宝玉）深入人心。著名红学家冯其庸在当年曾描述该剧的影响力：“《红楼梦》小说有史以来最大的普及。当时确实书店里的书抢购一空，这是对的。以前都是折子的、片断的表演，我们是全本搬演，第一次把《红楼梦》的人物在屏幕上定了位”。87版《红楼梦》的播出对原著小说的推广起了重要作用，尤其是在中国大陆1970年代和1980年代出生的群体中有着深远的影响力。
2010年9月，中国青年报社会调查中心在《2010版红楼梦》热播时做了一项调查，发现逾八成读过原著者更喜欢1987版《红楼梦》。公众肯定1987版《红楼梦》的亮点有“深得原著精髓”、“叙事好、吸引人”、“服饰、道具、布景等精致逼真”、“台词白话、容易理解”、“没有拘泥于原著，有自己的探索创新”。而1987版《红楼梦》的音乐更被大家认为难以超越，如《枉凝眉》等歌曲。

## 周边产品

### 电视剧音乐
| 发行日期  | 专辑名称                             | 备注 |
| --------- | ------------------------------------ | --- |
| 2008年4月 | 《1987年电视连续剧<红楼梦>音乐欣赏》 | 制作 - 作词：曹雪芹 - 作曲：王立平 - 演唱：陈力、王洁实、叶矛、中国电影乐团合唱队 - 演奏：中国电影乐团 - 指挥：赵宝昌 - 录音监制：王立平 - 音乐录音：寇淳、徐伟胜 - 音乐编辑：郭融融 - 录制时间：1987年 - 录制出版：中国电影出版社 - 海外发行：新加坡ALSHIRE（爱销私人）有限公司 - 由CCTV音乐台、CCTV4在2008年4月推出 曲目 1. 晴雯歌 3:23" 2. 聪明累 2:57" 3. 葬花吟 6:03" 4. 秋窗风雨夕 4:24" 5. 枉凝眉 2:55" 6. 紫菱洲歌 2:22" 7. 叹香菱 3:17" 8. 红豆曲 4:35" 9. 引子 4:24" (含“序曲”) 10. 题帕三绝 3:40" 11. 分骨肉 4:47" 12. 好了歌 1:33" |
|           | 《<红楼梦>电视原声音乐》             | 曲目 1. 红楼梦曲(引子) 2. 序曲 3. 红豆曲 4. 晴雯曲 5. 聪明累 6. 紫菱洲歌 7. 题帕三绝 8. 叹香菱 9. 葬花吟 10. 分骨肉 11. 秋窗风雨夕 12. 枉凝眉 13. 好了歌 14. 葬花吟(洞箫) 15. 红豆曲(洞箫) 16. 分骨肉(洞箫) 17. 秋窗风雨夕(洞箫) 18. 枉凝眉(洞箫) |
|           | 《永远的红楼梦》                     | 制作 - 乐器：张宏光 - 录音师：李小沛 - 古筝演奏家：常静 - 民族声乐：曲丹 - 九洲音像出版公司出版 曲目 1. 红楼梦主题变奏曲 5:32 2. 引子 1:55 3. 枉凝眉 2:58 4. 红豆曲 4:35 5. 葬花吟 6:54 6. 题帕三绝 4:13 7. 秋窗风雨夕 4:34 8. 晴雯歌 3:21 9. 紫菱洲歌 2：18 10. 叹香菱 3:18 11. 分骨肉 4:29 12. 聪明累 2:53 13. 枉凝眉(民乐版) 5:12 14. 葬花吟(民乐版) 7:17 |
|           | 磁带《红楼梦》电视连续主题歌         | |

### 影像制品
- 《红楼梦》(手绘VCD盘面 36VCD) 中国国际电视总公司出版发行。
- 《红楼梦》(完整收藏版 5DVD-5)附风雨红楼讲述和“红楼梦20年再聚首”节目。
- 《红楼梦》(精装仿古，7DVD-9) 简繁英日四字幕 中国国际电视总公司出版发行。
- 《红楼梦》(央视数码修复，7DVD-9)中英日字幕 中国国际电视总公司出版发行。
- 《红楼梦》(央视高清晰收藏版，7DVD-9+1DVD-5)简繁英日四字幕 DVD-5为艺术人生的“红楼梦20年再聚首”节目 中国国际电视总公司出版发行。

### 收藏物
- 红楼梦剧照版挂历 长春市集邮公司(1989年-1990年)。
- 2010年，新版红楼梦的播出引起人们对87版的怀念，87版红楼梦旧挂历叫出400元惊人高价，金陵十二钗的邮票发行价也涨1000多元一套。[15]
- 1987年版红楼梦极限明信片。

## 节目变迁
| 重温经典频道 电视剧剧场一 週一至週日 19:00-21:00 | 重温经典频道 电视剧剧场一 週一至週日 19:00-21:00 | 重温经典频道 电视剧剧场一 週一至週日 19:00-21:00 |
| ------------------------------------------------ | ------------------------------------------------ | ------------------------------------------------ |
|                                                  | 红楼梦 （2024.2.1- 2024.2.18）                   |                                                  |
| —                                                | 西游记 （2024.2.19- 2024.3.2）                   |                                                  |